# نلی ویکس
موریل اودسا نلی ویکس (زادهٔ ۲۶ اوت ۱۸۹۶ – درگذشته در ۱۱ مه ۱۹۹۰) پرستار و ماما از باربادوس بود که در زمینهٔ حقوق زنان فعالیت داشت. او که برای دستمزد بیشتر و پروژه‌های رفاه اجتماعی تلاش می‌کرد، در دهه ۱۹۴۰ به سیاست روی آورد، این درحالی بود که در آن زمان اکثر زنان در باربادوس فعالیت سیاسی نداشتند. هرچند او سه بار در دهه ۱۹۴۰ برای کسب کرسی در مجلس نمایندگان باربادوس نامزد شد اما موفقیتی به دست نیاورد، با این حال در سال ۱۹۵۸ به عضویت وِستری کریست‌چرچ درآمد و سال‌ها در این سمت خدمت کرد.

## زندگی اولیه
موریل اودسا نلی والکات در ۲۶ اوت ۱۸۹۶ در منطقه سنت مایکل، باربادوس در مستعمره باربادوس از هند غربی بریتانیا زاده شد. والدینش مالک و گردانندهٔ یک فروشگاه خواربار بودند. او در مای لردز هیل، سنت مایکل، باربادوس به همراه ۱۲ خواهر و برادرش رشد یافت و در دبستان بل‌مونت تحصیل کرد. پس از اتمام آموزش متوسطه در دبیرستان لینچ، او در حالی که در بیمارستان عمومی قدیمی باربادوس کار می‌کرد، پرستاری آموخت و دوره مامایی را در آسایشگاه سنت مایکل گذراند.

## حرفه
والکات به عنوان پرستار و ماما فعالیت داشت. با هدف بهبود مراقبت‌های درمانی، او مدرسه پرستاری بالینی و مدرسه آشپزی برای زنان را تأسیس کرد. او همچنین در گروه کُر برای شادی‌بخشی به بیماران که توسط هارولد راک تأسیس شده بود، مشارکت داشت. این گروه از طریق موسیقی‌درمانی بیماران بستری در خانه‌های کودکان، بیمارستان‌ها، خانه‌ها یا زندان‌ها را تشویق می‌کرد. او در پروژه‌های مختلف رفاه اجتماعی، از جمله لیگ دورکاس که مهارت‌های شغلی را برای کارگران ترویج می‌داد و انجمن پیشرفت همگانی سیاهان مشارکت داشت و برای افزایش حقوق معلمان و پرستاران تلاش می‌کرد.
والکات با چارلز ناتانیل ویکس، که یکی از کهنه‌سربازان جنگ جهانی اول بود ازدواج کرد. همسر او هتل‌دار بود. آن‌ها با همکاری یکدیگر یک کسب‌وکار تهیه غذا راه‌اندازی کردند و در ادارهٔ هتل‌هایی چون هتل استعماری، هتل ریتز، هتل استاندارد و بوفه ویکس فعالیت داشتند.
پس از دهه‌ها کار در حوزه پرستاری و پذیرایی، ویکس دریافت که برای بهبود وضعیت زنان، آن‌ها باید در سیاست‌گذاری مشارکت داشته باشند. با وجود انتقادهای گسترده به باورهای صریح او در مورد برابری، او در سال ۱۹۴۲ به عنوان نمایندهٔ حوزه سنت جورج، باربادوس برای مجلس نمایندگان باربادوس نامزد شد. اما موفق نشد. او در ۱۹۴۴ به عنوان نماینده شهر بریج‌تاون دوباره نامزد شد. در همان سال، زنان باربادوس حق رأی و شرکت در انتخابات پارلمانی را دریافت کردند، البته به شرط داشتن دارایی یا درآمد سالانهٔ حداقل ۲۰ پوند. در گردهمایی انتخاباتی او در ۱۳ اکتبر، تمام سخنرانان زن بودند، اما او بار دیگر شکست خورد. او در سال ۱۹۴۶ بار دیگر برای حوزه سنت جورج نامزد شد اما باز هم موفق نشد، هرچند که در سال ۱۹۵۸ به عنوان عضو وستری کریست‌چرچ انتخاب شد.
در سال ۱۹۵۹، او یکی از بنیان‌گذاران لیگ زنان حزب کارگر باربادوس بود و به عنوان نخستین معاون رئیس آن خدمت کرد. در دوران عضویت در وِستری، ویکس برای اجرای استانداردهای حداقل دستمزد، افزایش حقوق کارمندان دولتی از جمله آتش‌نشانان، پرستاران، پلیس‌ها، پستچی‌ها و معلمان، تأسیس خدمات عمومی و ملزم‌سازی دولت به تأمین وعده‌های غذایی مغذی برای افرادی که تحت سرپرستی دولت بودند، تلاش کرد. او همچنین بر لزوم آموزش میراث فرهنگی آفریقایی‌ها تأکید داشت.
ویکس که عضو فعال اتحاد زنان باربادوس بود، برای اصلاح قانون مشروعیت، برگزاری دادگاه‌های مربوط به تجاوز جنسی در جلسات غیرعلنی، ایجاد فرصت‌های برابر در آموزش دختران و ارائه آموزش مناسب در زمینه برنامه‌ریزی خانواده فعالیت می‌کرد. او تا اوایل دهه ۱۹۸۰ به فعالیت‌های اجتماعی در باربادوس ادامه داد، تا اینکه مجبور شد هر دو پای خود را قطع کند.

## درگذشت و میراث
ویکس در ۱۱ مه ۱۹۹۰ در بریج‌تاون، باربادوس درگذشت. از او به عنوان پیشگام و راهگشا در مبارزات حقوق زنان در این کشور یاد می‌شود.